# Rodriguesduif
De Rodriguesduif (Nesoenas rodericanus) is een uitgestorven vogel uit de familie Columbidae.

## Verspreiding en leefgebied
De soort kwam voor in Mauritius.